# بره (بم)
بره روستایی در دهستان بم بخش مرکزی شهرستان بم استان کرمان ایران است.

## جمعیت
بر پایه سرشماری عمومی نفوس و مسکن در سال ۱۳۹۵ جمعیت این مکان ۶ نفر (۴ خانوار) بوده‌است.